# Thierry Jonquet
Thierry Jonquet és un escriptor francès, nascut a París, el 19 de gener de 1954 i mort a l'hospital de la Salpêtrière (París), el 9 d'agost de 2009. Autor de la novel·la policíaca contemporània. Ha escrit novel·les negres on es mesclen successos i la àtira política i social. També ha publicat sota pseudònims: Martin Eden (pseudònim col·lectiu) i Ramon Mercader, així com Phil Athur i Vince-C. Aymin-Pluzin.

## Novel·les
- Mémoire en cage. (1982)
- Le Bal des débris. (1984)
- Mygale. (1984)
- La Bête et la Belle. (1985)
- Le Manoir des immortelles (1986)
- Le Secret du rabbin. (1986)
- Comedia. (1988)
- Le Pauvre nouveau est arrivé. (1990) ;
- Les Orpailleurs. (1993)
- L'Enfant de l'absente, amb Jacques Tardi i Jacques Testart (1994)
- La Vie de ma mère!. (1994)
- Moloch. (1998)
- Ad vitam æternam. (2002)
- Mon vieux. (2004)
- Ils sont votre épouvante et vous êtes leur crainte. (2006)
- Vampires. (2011) (novel·la inacabada i publicació pòstuma).

## Traduccions al català
- Taràntula (2011). Traducció de Laura Pla.